# Court Avenue
Die Court Avenue in Bellefontaine (Ohio) gilt als erste Betonstraße in den USA und ist deshalb sowohl ein Denkmal der Ingenieurtechnik, wie auch im nationalen Register der geschichtlich bedeutenden Orte eingetragen. 

## Geschichte

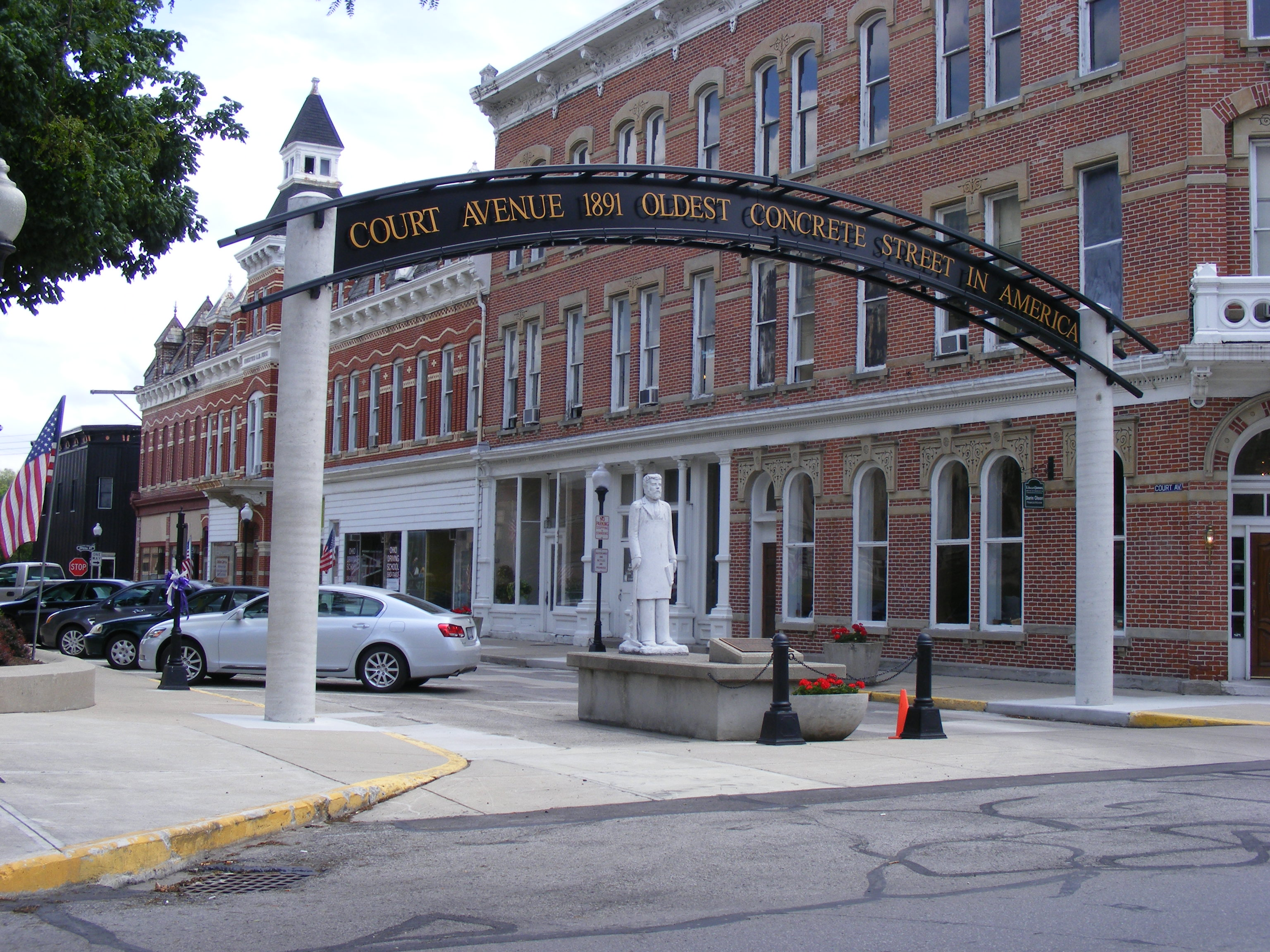
Portal als Denkmal für die erste Betonstraße

Im ausgehenden 19. Jahrhundert, noch bevor Autos in großer Zahl die Straßen eroberten, dachten die Amerikaner darüber nach, wie der Straßenbelag verbessert werden kann. 1889 begann George W. Bartholomew mit Kalkstein und Lehm aus lokalen Vorkommen zu experimentieren. Während in Europa industriell gefertigter Zement seit Mitte des 19. Jahrhunderts hergestellt wurde, war der in den USA hergestellte meist mangelhaft. Im Glauben ein besseres Verfahren zur Zementherstellung gefunden zu haben, kaufte Bartholomew die örtlichen Mergelgruben und gründete die Buckeye Portland Cement Company. Er erhielt 1891 von der lokalen Stadtverwaltung die Erlaubnis, einen 2,5 m breiten Streifen der Hauptstraße durch den Ort mit einem Belag aus Sand, Stein und Zement zu versehen. Zwei Jahre später erlaubte die Stadtverwaltung Bartholomew einen ganzen Block der Court Avenue zwischen Main Street und Opera Street mit dem neuen Belag zu versehen, was diesen Abschnitt zur ältesten Betonstraße der USA machte.